# Campeonato Mundial de Damas Internacionales
El Campeonato Mundial de Damas Internacionales es el torneo de Damas internacionales. Se celebra cada dos años. En el año par siguiente al torneo, se lleva a cabo el partido por el título mundial. El campeonato masculino comenzó en 1885 en Francia y desde 1948 ha sido organizado por la Federación Mundial de Damas (FMJD). El campeonato masculino ha tenido ganadores de Holanda, Canadá, la Unión Soviética, Senegal, Letonia, Rusia y Ucrania.
El actual campeón masculino es Yuri Anikeev.
Desde 1998, también se celebra un Campeonato Mundial de Damas con control de tiempo blitz (5 minutos más un incremento de 5 segundos por jugada), y desde 2014 también con control de tiempo rápido (15 min + 5 segundos por jugada).

## Partido por el título mundial
El campeonato se celebra cada dos años, en los años impares. El partido por el título mundial tiene lugar el año par siguiente al campeonato mundial. El ex campeón y el nuevo campeón se clasifican para el partido por el título mundial. Si el ex campeón retiene su título en el torneo del Campeonato Mundial, el subcampeón gana el derecho de desafiarlo.
Los campeones no oficiales (que no figuran aquí) se otorgaron con carácter retroactivo. El primer campeón fue Anatole Dussaut en 1885.

## Clásico
| Año     | Anfitrión                      | Oro                    | Plata                   | Bronce                            | formato |
| ------- | ------------------------------ | ---------------------- | ----------------------- | --------------------------------- | --- |
| 1948    | Países Bajos                   | Piet Roozenburg        | Reinier Cornelis Keller | Pierre Ghestem                    | torneo |
| 1951    | Países Bajos                   | Piet Roozenburg        |                         |                                   | partida con Reinier Cornelis Keller (+2-1=15)                                                               |
| 1952    | Países Bajos                   | Piet Roozenburg        | Raoul Dagenais          | Reinier Cornelis Keller           | torneo |
| 1954    | Países Bajos                   | Piet Roozenburg        |                         |                                   | partida con Wim Huisman (+4=8-0)                                                                            |
| 1956    | Países Bajos                   | Marcel Deslauriers     | Reinier Cornelis Keller | Jan Bom Piet Roozenburg           | torneo |
| 1958    | Unión Soviética                | Iser Kuperman          |                         |                                   | partida con Marcel Deslauriers (+4=14- 2)                                                                   |
| 1959    | Unión Soviética                | Iser Kuperman          |                         |                                   | partida con Geert van Dijk (+7=13-0)                                                                        |
| 1960    | Países Bajos                   | Vyacheslav Shchyogolev | Baba Sy                 | Iser Kuperman                     | torneo |
| 1961    | Unión Soviética                | Iser Kuperman          |                         |                                   | partida con Vyacheslav Shchyogolev (+2=18-0)                                                                |
| 1963    | —                              | Iser Kuperman Baba Sy  |                         |                                   | partida no jugada, título otorgado en 1986                                                                  |
| 1964    | Italia                         | Vyacheslav Shchyogolev | Iser Kuperman           | Baba Sy                           | torneo |
| 1965    | Unión Soviética                | Iser Kuperman          |                         |                                   | partida con Vyacheslav Shchyogolev (+7=12-1)                                                                |
| 1967    | Unión Soviética                | Iser Kuperman          |                         |                                   | partida con Andris Andreiko (+2=18-0)                                                                       |
| 1968    | Bolzano                        | Andris Andreiko        | Iser Kuperman           | Vyacheslav Shchyogolev            | torneo |
| 1969    | Unión Soviética                | Andris Andreiko        |                         |                                   | partida con Iser Kuperman (+3=17-0)                                                                         |
| 1971    | Unión Soviética                | Andris Andreiko        |                         |                                   | partida con Iser Kuperman (+0=20-0)                                                                         |
| 1972    | Países Bajos                   | Ton Sijbrands          | Harm Wiersma            | Andris Andreiko                   | torneo |
| 1973    | Países Bajos                   | Ton Sijbrands          |                         |                                   | partida con Andris Andreiko (+2=18-0)                                                                       |
| 1974    |                                | Iser Kuperman          |                         |                                   | partida con Ton Sijbrands, no jugado                                                                        |
| 1976    | Países Bajos                   | Harm Wiersma           | Vyacheslav Shchyogolev  | Rob Clerc                         | torneo |
| 1978    | Arco                           | Anatoli Gantvarg       | Harm Wiersma            | Vyacheslav Shchyogolev            | torneo de más partidas con Harm Wiersma (+1=5-0)                                                            |
| 1979    | Países Bajos                   | Harm Wiersma           |                         |                                   | partida con Anatoli Gantvarg (+4=14-2)                                                                      |
| 1980    | Bamako                         | Anatoli Gantvarg       | Harm Wiersma            | Nicolai Mistchanski               | torneo |
| 1981    | Países Bajos                   | Harm Wiersma           |                         |                                   | partida con Anatoli Gantvarg (+2=18-0)                                                                      |
| 1982    | São Paulo                      | Jannes van der Wal     | Rob Clerc               | Harm Wiersma                      | torneo (sin deportistas de la Unión Soviética, por el golpe militar en Brasil, no han recibido visas)       |
| 1983    | Países Bajos                   | Harm Wiersma           | Vadim Virny             | Rob Clerc                         | torneo (organized after protest Draughts Federation of the USSR)                                            |
| 1983    | Países Bajos                   | Harm Wiersma           |                         |                                   | partida con Jannes van der Wal (+1=19-0) (organizado después de la protesta Federación de Damas de la URSS) |
| 1984    | Países Bajos · Unión Soviética | Harm Wiersma           |                         |                                   | partida con Vadim Virny (+1=18-1)                                                                           |
| 1984    | Dakar                          | Anatoli Gantvarg       | Rob Clerc               | Michail Korenievski               | torneo |
| 1985    | Países Bajos                   | Anatoli Gantvarg       |                         |                                   | partida con Rob Clerc (+2=17-1)                                                                             |
| 1986    | Países Bajos                   | Alexander Dybman       | Alexander Baljakin      | Michail Korenievski               | torneo |
| 1987    | Unión Soviética                | Alexander Dybman       |                         |                                   | partida con Anatoli Gantvarg (+0=20-0)                                                                      |
| 1988    | Paramaribo                     | Alexei Chizhov         | Ton Sijbrands           | Anatoli Gantvarg                  | torneo |
| 1989    | Países Bajos                   | Alexei Chizhov         |                         |                                   | partida con Ton Sijbrands (+1=18-1)                                                                         |
| 1990    | Países Bajos                   | Alexei Chizhov         | Guntis Valneris         | Ton Sijbrands                     | torneo |
| 1991    | Estonia                        | Alexei Chizhov         |                         |                                   | partida con Guntis Valneris (+6= 10-0)                                                                      |
| 1992    | Toulon                         | Alexei Chizhov         | Harm Wiersma            | Alexander Baljakin                | torneo |
| 1993    | Rusia · Estonia · Países Bajos | Alexei Chizhov         |                         |                                   | partida con Harm Wiersma (+2=18-0)                                                                          |
| 1994    | Países Bajos                   | Guntis Valneris        | Harm Wiersma            | Alexander Baljakin Macodou NDiaye | torneo |
| 1995    | Rusia                          | Alexei Chizhov         |                         |                                   | partida con Guntis Valneris (+3 sets, −2 set)                                                               |
| 1996/97 | Abiyán                         | Alexei Chizhov         | Rob Clerc               | Alexander Schwartzman             | torneo de más partidas con Rob Clerc (+1=10-0)                                                              |
| 1998    | Rusia                          | Alexander Schwartzman  |                         |                                   | partida con Alexei Chizhov (+2 sets, −1 set)                                                                |
| 2001    | Moscow                         | Alexei Chizhov         | Guntis Valneris         | Johan Krajenbrink                 | torneo |
| 2003    | Rusia                          | Alexander Georgiev     |                         |                                   | partida con Alexei Chizhov (+4 sets, –1 set)                                                                |
| 2003    | Países Bajos                   | Alexander Georgiev     | Alexei Chizhov          | Guntis Valneris                   | torneo |
| 2004    | Rusia                          | Alexander Georgiev     |                         |                                   | partida con Alexei Chizhov (3-1 :15 games + tie-break))                                                     |
| 2005    | Países Bajos                   | Alexei Chizhov         | Guntis Valneris         | Alexander Baljakin                | torneo |
| 2006    |                                | Alexander Georgiev     |                         |                                   | partida con Alexei Chizhov no jugado                                                                        |
| 2007    | Países Bajos                   | Alexander Schwartzman  | Mark Podolski           | Alexander Georgiev                | torneo |
| 2009    | Países Bajos                   | Alexander Schwartzman  |                         |                                   | partida con Alexander Georgiev                                                                              |
| 2011    | Emmeloord / Urk                | Alexander Georgiev     | Murodoullo Amrillaev    | Jean Marc Ndjofang                | torneo |
| 2013    | Tallinn                        | Alexander Georgiev     |                         |                                   | partida con Alexander Schwartzman                                                                           |
| 2013    | Ufa                            | Alexander Georgiev     | Jean Marc Ndjofang      | Roel Boomstra                     | torneo |
| 2015    | Izmir                          | Alexander Georgiev     |                         |                                   | partida con Jean Marc Ndjofang                                                                              |
| 2015    | Emmen                          | Alexander Georgiev     | Jan Groenendijk         | Roel Boomstra                     | torneo |
| 2016    | Países Bajos                   | Roel Boomstra          |                         |                                   | partida con Jan Groenendijk (+4=8-0)                                                                        |
| 2017    | Tallinn                        | Alexander Schwartzman  | Alexei Chizhov          | Guntis Valneris                   | torneo |
| 2018    | Países Bajos                   | Roel Boomstra          |                         |                                   | partida con Alexander Schwartzman                                                                           |
| 2019    | Yamoussoukro                   | Alexander Georgiev     | Pan Yiming              | Guntis Valneris                   | torneo |
| 2021    | Tallinn                        | Alexander Schwartzman  | Alexander Getmanski     | Roel Boomstra                     | torneo |
| 2022    | Eindhoven                      | Roel Boomstra          |                         |                                   | partida con Alexander Schwartzman                                                                           |
| 2023    | Willemstad                     | Yuri Anikeev           | Jan Groenendijk         | Martijn van IJzendoorn            | torneo |

## Rápidas
| Año  | Anfitrión | Oro                 | Plata                  | Bronce                 |
| ---- | --------- | ------------------- | ---------------------- | ---------------------- |
| 1999 | Eindhoven | Alexander Georgiev  | Alexander Shvartsman   | Alexander Baljakin     |
| 2012 | Lille     | Roel Boomstra       | Alexei Chizhov         | Ainur Shaibakov        |
| 2014 | İzmir     | Ainur Shaibakov     | Murodoullo Amrillaev   | Alexander Schwartzman  |
| 2015 | İzmir     | Alexander Baljakin  | Alexander Schwartzman  | Jasper Lemmen          |
| 2016 | İzmir     | Yuri Anikeev        | Alexander Schwartzman  | Artem Ivanov           |
| 2017 | İzmir     | Artem Ivanov        | Alexander Getmanski    | Alexander Georgiev     |
| 2018 | Bergamo   | Alexander Baljakin  | Alexander Schwartzman  | Alexei Chizhov         |
| 2019 | Beilen    | Roel Boomstra       | Alexander Georgiev     | Wouter Sipma           |
| 2020 | Antalya   | Yuri Anikeev        | Nicolay Germogenov     | Sergey Belosheev       |
| 2021 | Julinek   | Alexander Getmanski | Yuri Anikeev           | Alexander Schwartzman  |
| 2022 | Julinek   | Jitse Slump         | Jan Groenendijk        | Martijn van IJzendoorn |
| 2023 | Julinek   | Jan Groenendijk     | Martijn van IJzendoorn | Artem Ivanov           |

## Blitz
| Año  | Anfitrión   | Oro                   | Plata                  | Bronce                            |
| ---- | ----------- | --------------------- | ---------------------- | --------------------------------- |
| 1998 | The Hague   | Alexander Schwartzman | Erno Prosman           | Vadim Virny Vladimir Traitelovich |
| 1999 | London      | Guntis Valneris       | Erno Prosman           | Alexander Georgiev                |
| 2000 | Tel Aviv    | Alexander Schwartzman | Guntis Valneris        | Igor Kirzner                      |
| 2007 | Nazareth    | Guntis Valneris       | Alexander Schwartzman  | Ygal Koyfman                      |
| 2009 | Berlin      | Alexander Schwartzman | Guntis Valneris        | Alexander Georgiev                |
| 2011 | Ufa         | Alexander Schwartzman | Alexander Georgiev     | Gavril Kolesov                    |
| 2012 | Lille       | Alexander Schwartzman | Alexander Getmanski    | Roel Boomstra                     |
| 2013 | Den Helder  | Alexander Schwartzman | Alexander Georgiev     | Guntis Valneris                   |
| 2014 | Hilversum   | Alexander Georgiev    | Alexander Baljakin     | Alexander Schwartzman             |
| 2015 | İzmir       | Alexander Schwartzman | Jean Marc Ndjofang     | Yuri Anikeev                      |
| 2016 | İzmir       | Murodoullo Amrillaev  | N'Diaga Samb           | Alexander Getmanski               |
| 2017 | İzmir       | Jean Marc Ndjofang    | Yuri Anikeev           | Alexei Chizhov                    |
| 2018 | Bergamo     | Alexander Schwartzman | Alexei Chizhov         | Alexander Georgiev                |
| 2019 | Riga        | Alexander Schwartzman | Jan Groenendijk        | Ainur Shaibakov                   |
| 2020 | Antalya     | Ainur Shaibakov       | Alexander Georgiev     | Yuri Anikeev                      |
| 2021 | Julinek     | Alexander Schwartzman | Martijn van IJzendoorn | Artem Ivanov                      |
| 2022 | Riga        | Aleksej Domchev       | Martijn van IJzendoorn | Artem Ivanov                      |
| 2023 | Nof HaGalil | Artem Ivanov          | Alexander Schwartzman  | Aleksej Domchev                   |